# Pázmándy Dénes (1816–1856)
Szomori és somodori ifj. Pázmándy Dénes (Kömlőd, 1816. április 7. – Baracska, 1856. január 24.) földbirtokos, politikus, 1848. július 10.-től 1849. január 5.-ig a képviselőház elnöke.

## Élete és politikai pályája
Komárom vármegyei család sarja. Apja id. Pázmándy Dénes, édesanyja Pély Nagy Judit. Egyik felmenője, Pál, volt Komárom vármegye első református alispánja 1810–1817 között.
Iskoláit előbb Kömlődön, majd a Pozsonyi Királyi Jogakadémián és a Pesti Királyi Tudományegyetemen végezte. Hosszabb utazásokat tett külföldön, több nyelven beszélt. Híres magyar szólótáncos volt. Az 1830-as reformnemzedék tagja lett. Joggyakornokként volt jelen az 1832–36-os pozsonyi országgyűlésen, s az ifjú jurátusokból alakult Társalkodási Egyesület tagja lett Pulszky Ferenccel együtt. Ekkor a Törvényhatósági Tudósítások és a Pesti Hírlap munkatársa volt.
1838-ban feleségül vette a szintén Komárom megyei köznemesi családból származó domonkosi Domonkos Lídiát (*1816.–†Budapest, 1894. október 26.), aki Jókai Mór Az arany ember című regénye "modelljének", a dúsgazdag kereskedő Domonkos János testvérének, Sándornak négy leánya közül az egyik volt. Felnőtt gyermekei: Vilma (Lónyai Ödön felesége), Szeréna (1841-1913) és Dénes (1848-1936), aki országgyűlési képviselő és publicista volt.
1839-től Komárom vármegye helyettes jegyzője, majd jegyzője, 1844. március 29-től másod-, ill. 1847-től első alispánja volt. 1843/44. évi országgyűlésre apja helyett országgyűlési követté választották, majd 1847. december 7-én a városok rendezésével foglalkozó, 1848. március 14-én pedig a választójogi bizottságba is beválasztották. Hamarosan az országgyűlés egyik legnépszerűbb ellenzéki követévé vált, s a mérsékelt liberális ellenzék egyik vezetője lett. 1848-ban Nagyigmánd képviselője lett. A Batthyány-kormány 1848. május 15-én, Szalay Lászlóval együtt Frankfurtba küldte megbízottként a német alkotmányozó gyűlésre tárgyalni, ahol július 10-én felszólalt. Június 19-én hazajött, mert hasznosabbnak látta, ha a magyar képviselőház kilátásba helyezett elnökségét vállalja el. 1848. június 20-án, közfelkiáltással a gesztesi választókerület képviselőjévé választotta, amelyet elfogadott. 1848. július 10-én elsöprő többséggel (a 307-ből 266 szavazattal) a képviselőház elnökévé választotta.
Házelnöki megbízatása alatti legjelentősebb törvények: (Az április törvényeket követően hozott új törvényeket az uralkodó nem szentesítette, de a szabadságharc bukásáig a magyar államban jogilag érvényesnek tekintették a magyar hatóságok.)
– 1848. XXXIII. tv. a magyar hadseregről
– 1848. évi XXXIV. tv. az ország 1848-iki, második félévi, és 1849-dik évi közszükségeinek fedezése végett kamatlan pénzjegyek kibocsátásáról
– 1848. évi XXXV. tv. a közigazgatásnak Erdélyre alkalmazásáról
Házelnöki megbízatása alatt történt legfontosabb események:
– Megalakult az Országos Honvédelmi Bizottmány
– A pákozdi csatában a magyar honvédsereg megállítja Jellačić horvát bán vezette császári seregeket
– A schwechati csatában vereséget szenved a magyar hadsereg
– V. Ferdinánd magyar király lemond a trónról és I. Ferenc József lesz az uralkodó, amelyet a magyar országgyűlés nem ismer el
1848 szeptemberében sikertelen tárgyalásokat folytatott Bécsben, ám Batthyány szeptember 27-i távozása után és Kossuth Lajos második toborzóútja során fontos szerepet játszott a végrehajtó hatalom gyakorlásában, így például a dunántúli magyar tábor megerősítésében, illetve a hadműveletek további irányának meghatározásában.
1848. december 31-én határozatként kihirdette az országgyűlés Debrecenbe költözését, 1849. január 5-én azonban betegségre hivatkozva lemondott a házelnökségről, és megígérte, hogy csatlakozik egyszerű képviselőként az országgyűléshez. Mivel március 1-ig nem jelent meg Debrecenben, a Képviselőház március 24-én lemondottnak tekintette, és megfosztották mandátumától.
1849 januárjában Budán jelentkezett a császári hatóságoknál és egy ismerőse révén elérte, hogy az ellen lefolytatandó vizsgálat alatt szabadlábon védekezhessen, és birtokai zár alá vételét feloldják. Windisch-Grätz megbízta, hogy Ghyczy Kálmán volt igazságügyi államtitkárral készítsen egy tervezetet Magyarország újrarendezéséről. A megbízásnak eleget tett, s a tervezet január 29-i benyújtása után ejtették ellene a felségsértési vádat, és szabadon bocsátották.
1849 tavaszán a gazdasági élet felé fordult. Április 28-án azonban - miután a honvédseregek a győztes tavaszi hadjárat révén az ország egész területét visszafoglalták - Puky Miklós kormánybiztos elfogatta őt kömlődi birtokán. Guyon Richárd komáromi várparancsnok bitófát állíttatott neki, és hadbíróság elé állítva, azonnal ki akarta végezni, mint árulót. Puky Miklós azonban ragaszkodott a rendes vizsgálathoz, és fegyveresen Debrecenbe kísértette. A vád hazaárulás volt. Maga Kossuth fogalmazta meg a vádpontokat ellene, ám mivel konkrét bizonyítékokat nem tudtak ellene találni, ejtették a vádat.
Alig tartózkodott három hétig otthon, amikor 1849. július 5-én, az előrenyomuló császári csapatok újból letartóztatták. Győrött, Pozsonyban, majd Pesten tartották fogva. Számon akarták rajta kérni 1848. október 3-a, az országgyűlés feloszlatása utáni tevékenységét. A per elhúzódott, s végül - Vukovics Sebő közbenjárásával - ismét felmentették a vádak alól. A szabadságharc után visszavonult baracskai birtokára ahol gazdálkodva, olvasva, gyermekeit nevelve töltötte életét.

## Emlékezete
- Alakja (említés szintjén) felbukkan Jókai Mór És mégis mozog a föld című regényében.